# Gymnobela latistriata
Gymnobela latistriata é uma espécie de gastrópode do gênero Gymnobela, pertencente a família Raphitomidae.